# Elektrická lokomotiva

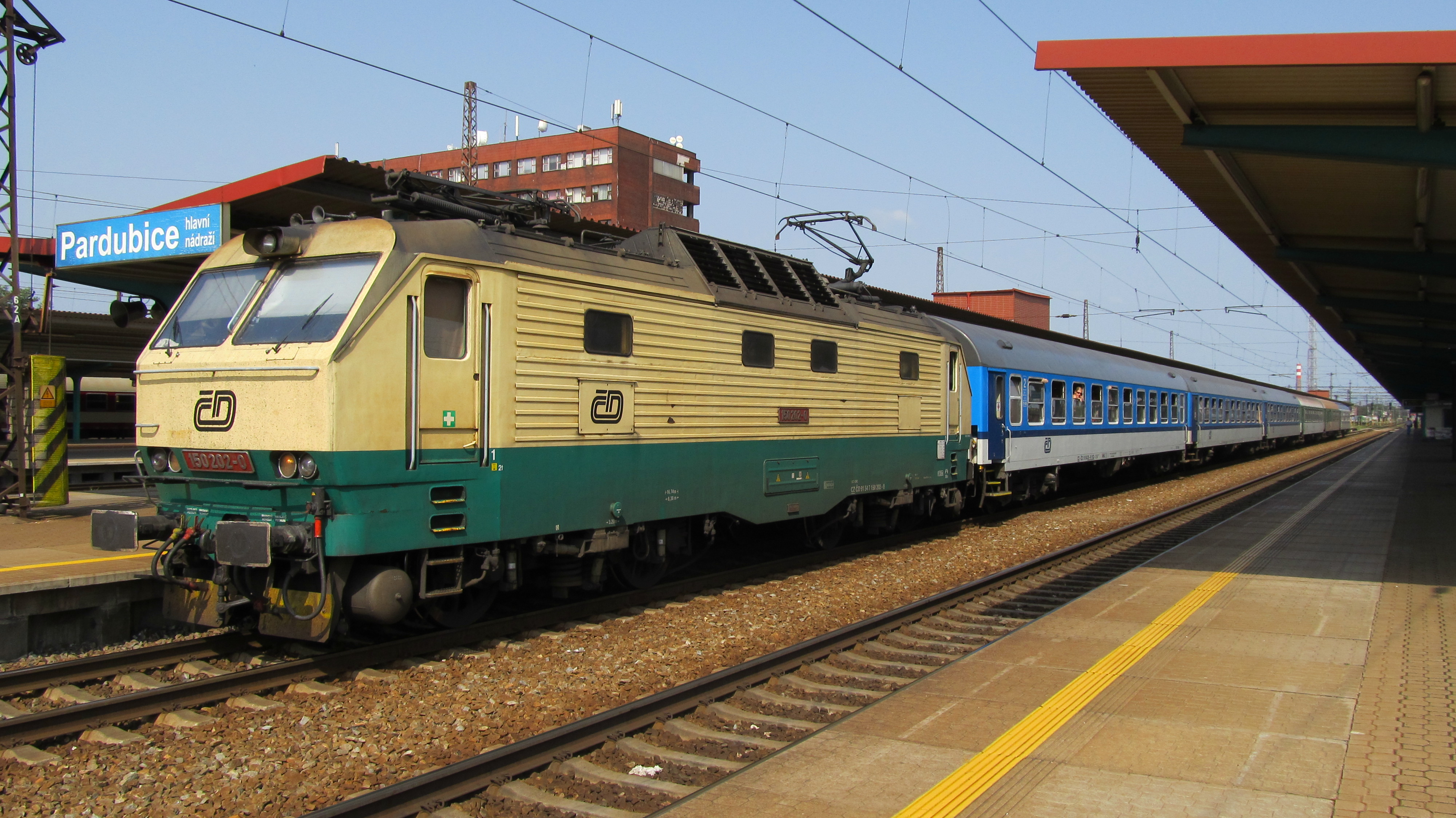
Elektrická lokomotiva 150.202

Elektrická lokomotiva je lokomotiva s elektrickým pohonem, napájeným z vnějšího zdroje nebo např. akumulátoru.
Lokomotivy s elektrickým pohonem, napájeným zprostředkovaně ze zásoby jiného druhu energie (palivo) vezené na lokomotivě, označujeme jako lokomotivy s elektrickým přenosem výkonu a nejsou předmětem tohoto článku.
Z hlediska historie jde o nejmodernější typ lokomotiv, který především na hlavních tratích zcela vytlačil lokomotivy dieselové a parní. Důvody jsou především ekonomické a ekologické, například na českém území hrála významnou roli také snaha o co nejmenší závislost na dovozu ropy v poválečném období.

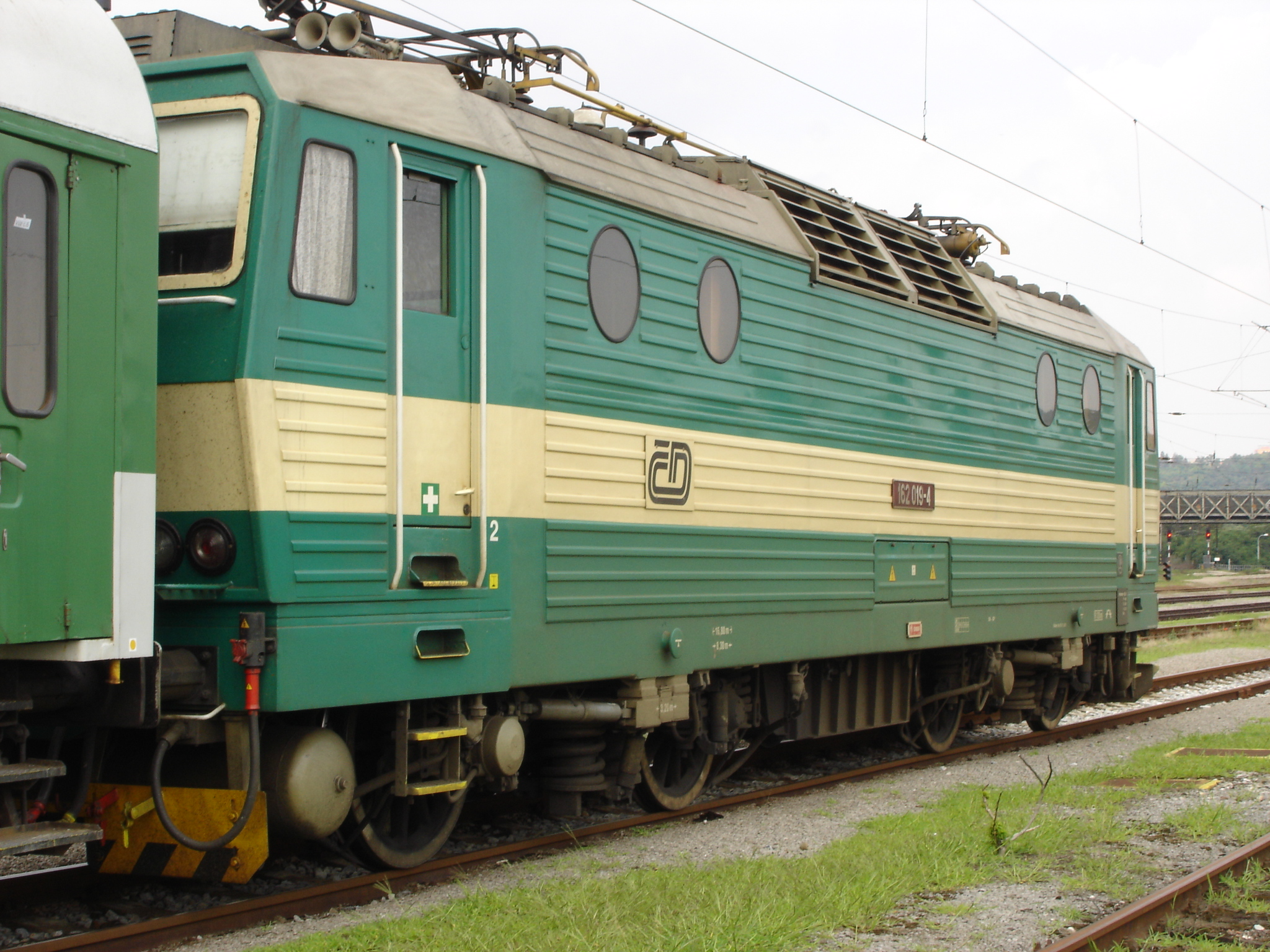
Stejnosměrná elektrická lokomotiva řady 162 patří v Česku mezi poměrně hojně využívané lokomotivy zejména v osobní dopravě

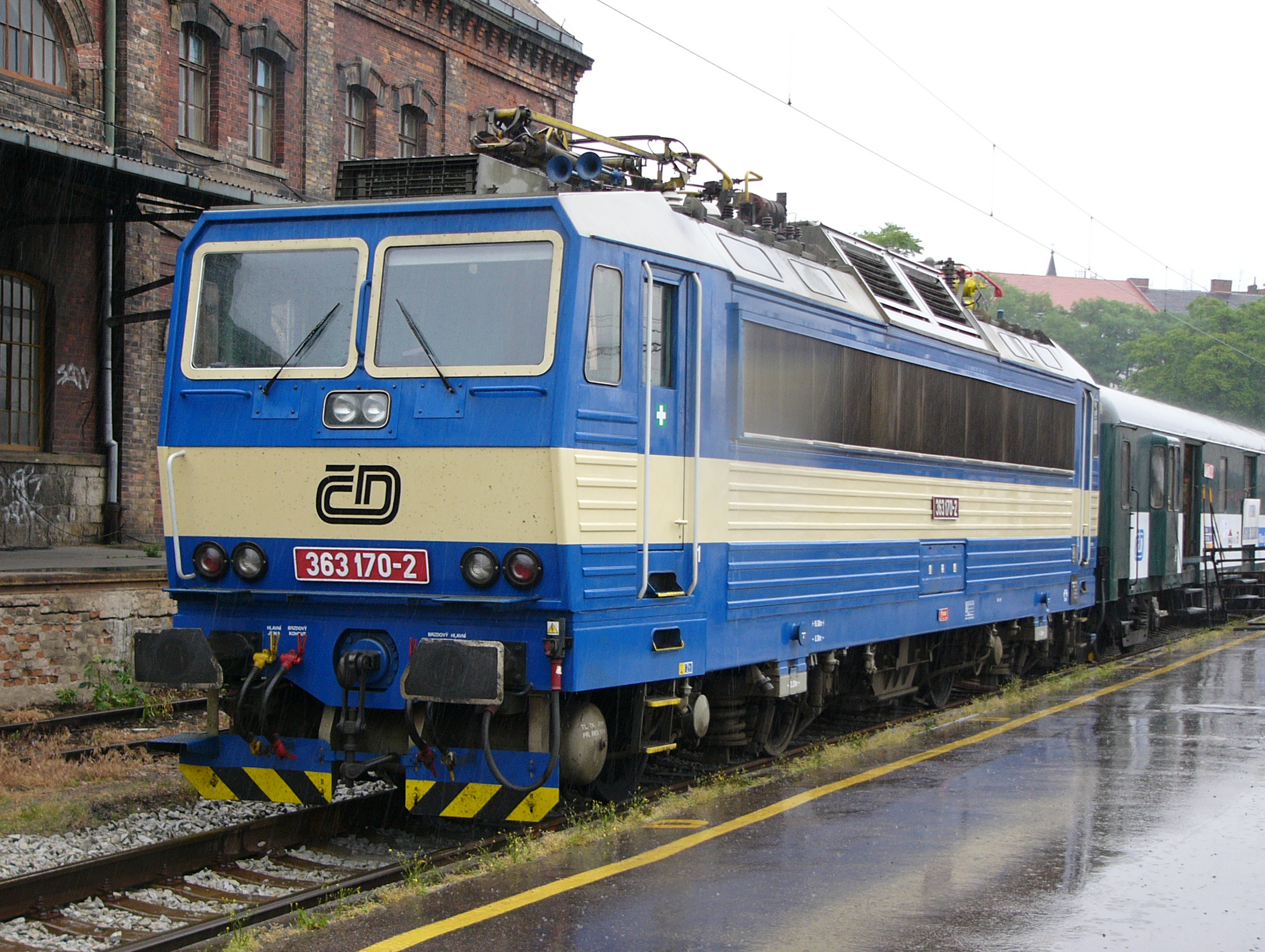
Nejrozšířenější česká dvousystémová lokomotiva řady 363

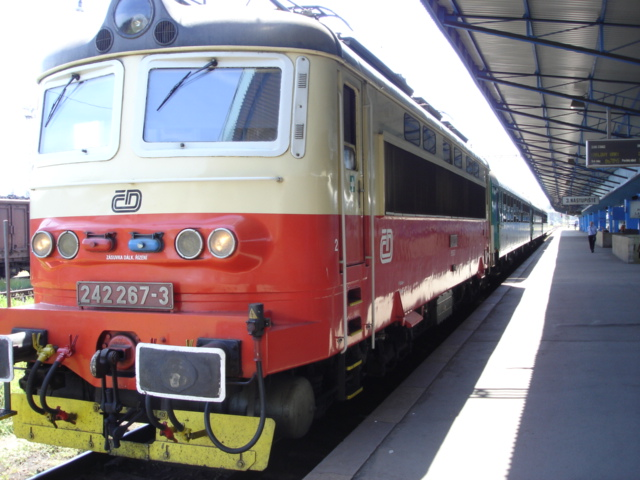
Střídavá elektrická lokomotiva řady 242 v Chebu

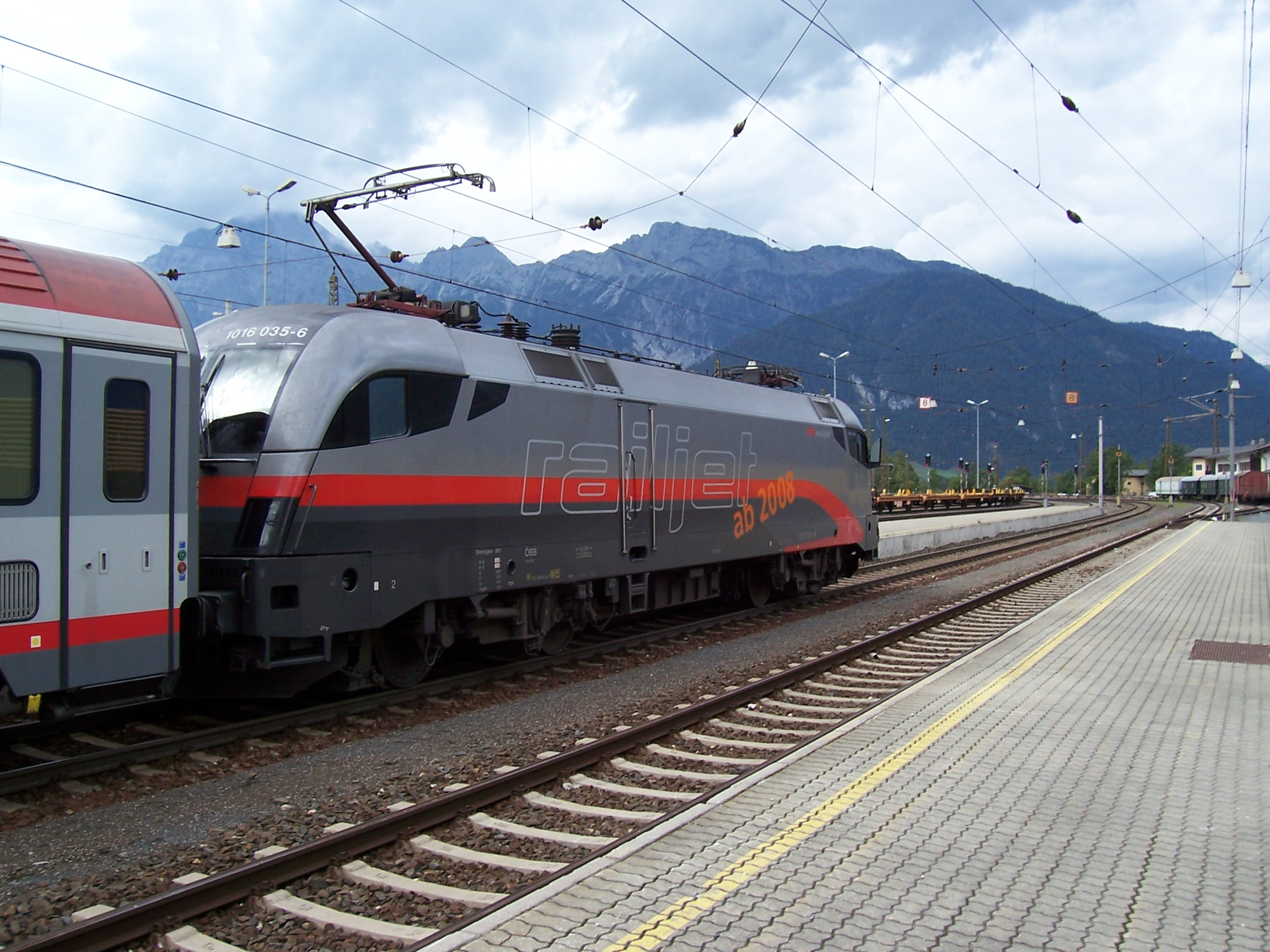
Moderní elektrická lokomotiva Taurus rakouského dopravce ÖBB

V současné době existuje celá řada různých typů elektrických lokomotiv, které se liší napájecí soustavou, typem motoru a regulací jeho pohonu, hmotností, výkonem, převodem (lokomotivy určené pro rychlíky mají menší převod, než lokomotivy určené pro nákladní vlaky), provozními podmínkami apod.

## Napájecí soustava
Elektrická lokomotiva (s výjimkou akumulátorových lokomotiv) potřebuje ke svému provozu přívod elektrické energie, který je zajišťován pomocí napájecí soustavy. Protože existuje několik typů napájecích soustav, existují i různé typy elektrických lokomotiv, které se liší tím, pro jaké napájecí soustavy jsou konstruované. Existují i vícesystémové lokomotivy pro dopravu vlaků po tratích s různými soustavami.
Podle typu napájecí soustavy rozlišujeme tyto typy lokomotiv:
- stejnosměrné (nejčastěji 3 kV nebo 1,5 kV)
- střídavé (25 kV, 50 Hz nebo 15 kV, 16 2/3 Hz dnes 16,7 Hz )
- vícesystémové (více napájecích soustav, obvykle střídavé i stejnosměrné)
- akumulátorové (pouze pro posun atd.)

U stejnosměrného napětí činí problém změna jeho velikosti (v minulosti se k tomuto účelu užívalo soustrojí motor-dynamo, dnes polovodičové měniče). Stejnosměrné napájecí soustavy proto nemívají příliš vysoké napětí a zejména u starších lokomotiv je přímo připojeno k trakčnímu motoru. Střídavé napětí je naopak možné transformovat velmi snadno a s vysokou účinností, proto se k distribuci používá vyšší napětí (což snižuje přenosové ztráty) a v lokomotivě bývá umístěn transformátor.
V Česku je možné typ napájecí soustavy lokomotivy určit podle první číslice řadového označení. Stejnosměrné lokomotivy mají označení začínající číslici 1 (např. 140), střídavé lokomotivy jsou identifikovány číslicí 2 (např. 230) a vícesystémové lokomotivy poznáme podle číslice 3 (např. 363, 380 - 3 kV DC a 25 kV 50 Hz nebo 371 - 3 kV DC a 15 kV 16,7 Hz). Řadové označení elektrických vozů a hnacích vozů elektrických jednotek stejnosměrných začíná číslicí 4 (např. 460), střídavých 5 (560) a vícesystémových 6 (např. 680).
Kromě elektrických parametrů napájecí soustavy je také důležitý způsob odběru trakční energie. Nejčastějším způsobem je v současné době odběr energie z troleje zavěšené nad tratí pomocí pantografového nebo polopantografového sběrače, nebo zejména u podzemních drah napájení pomocí napájecí kolejnice.

## Trakční motor (TM)
Elektrická lokomotiva ke svému pohonu využívá elektromotor. Přívlastek trakční, tj. hnací (doslova ovšem tažný), neoznačuje konkrétní technické řešení ani z elektrotechnického, ani z mechanického hlediska – slouží k odlišení hnacího motoru od jiných elektromotorů ve vozidle použitých, přeneseně pak např. v sortimentu nějakého výrobce udává určení daného výrobku k pohonu vozidel.

### Elektrotechnické řešení
TM bývá buď stejnosměrný (obvykle sériový, u lokomotiv s pulsní regulací cize buzený), nebo střídavý - synchronní nebo asynchronní. Typ motoru nemusí odpovídat napájecí soustavě, neboť elektrická energie může být do požadované formy upravena. Dříve se často i střídavé lokomotivy osazovaly usměrňovači a stejnosměrnými motory, zatímco dnes se i ve stejnosměrných lokomotivách používají asynchronní motory s frekvenčním řízením otáček.
Dalším důležitým parametrem je způsob regulace otáček. U stejnosměrných soustav je nejstarším způsobem odporová regulace výkonu. Proud motoru je regulován postupným vyřazováním rozjezdových odporů zapojených do série s motorem tak, aby nedošlo k přetížení motoru, popřípadě k překročení meze adheze a proklouznutí dvojkolí, a to obvykle až do úplného vyřazení odporů. Výhodou je jednoduchost konstrukce, nevýhodou jsou vysoké energetické ztráty při jízdě na odporových stupních, neboť se přebytečná energie v odporové kaskádě mění v odpadní teplo. Tato regulace byla obvykle kombinována s přepínáním vzájemného zapojení více trakčních motorů (paralelní, sérioparalelní, sériové) a s tzv. šuntováním, čili odbuzením motorů paralelním připojením odporu k budícímu vinutí.
S rozvojem výkonových polovodičových součástek se začala používat zejména tyristorová regulace, která je na rozdíl od odporové regulace výkonu obvykle efektivnější a ekonomicky výhodnější. Ztráty výkonu v polovodičových součástkách jsou totiž nízké, avšak na rozdíl od odporové regulace trvalé. Nevýhodou je složitější konstrukce a nutnost filtrování parazitních vyšších harmonických kmitočtů, které mohou způsobovat nežádoucí rušení sdělovacích a zabezpečovacích zařízení instalovaných podél železniční tratě.
Lokomotivy s komutátorovými motory určené pro střídavou napájecí soustavu mívají obvykle regulaci výkonu realizovanou přepínáním odboček na transformátoru. Tím se mění napětí elektromotoru a následně i jeho výkon, podobně jakou u odporové regulace výkonu. Tento způsob regulace výkonu je bezztrátový, jeho nevýhodou je však omezený počet stupňů regulace daný počtem odboček transformátoru. Lokomotivní transformátory jsou zařízení vyžadující pravidelnou údržbu a výrazně zvyšuji hmotnost trakčních vozidel díky vysoké hmotnosti jejich magnetického obvodu a doprovodného chladiva.
Moderní elektrické lokomotivy používají motory založené na točivém magnetickém poli, jejichž regulace je realizována pomocí polovodičových frekvenčních měničů (za použití výkonových tyristorů či tranzistorů). Měniče, resp. jejich vstupní filtry mohou být připojené na stejnosměrném systému přímo na trolejové napětí (ř. 471) nebo přes primární měnič na obvod se sníženým napětím, na střídavém systému jsou napájeny přes transformátor a řízený usměrňovač umožňující i rekuperaci. Tento způsob regulace je nejekonomičtější a asynchronní motory jsou velmi spolehlivé a levné v provozu, protože neobsahují komutátor a kartáče (výrazně jednodušší je pravidelná provozní údržba). Z hlediska konstrukce a řízení vlastní elektroniky pohonného systému je tato koncepce nejsložitější, ale s dnešní součástkovou základnou z oboru silnoproudé elektroniky a nutným počítačovým řízením systému tato záležitost není technicky neproveditelná a lze ji považovat za technicky i provozně bezproblémovou. Asynchronními motory jsou kupř. vybavena trakční vozidla z rychlovlaků známých pod označením Pendolino, která jsou v provozu i v železniční síti Správy železnic.

### Mechanické uspořádání pohonu
Jeden TM může pohánět:
- jediné dvojkolí (individuální pohon dvojkolí); v praxi převládá
- více dvojkolí (skupinový pohon); přináší zlepšení využití adheze, ale není v praxi běžný. Sem patří také koncepce odvozené od pohonu parní lokomotivy (spojnicový pohon), u nových konstrukcí už nevyužívané

TM může být uložen:
- v pojezdu (typicky v otočném podvozku)
- ve skříni lokomotivy. Je použito například u čelního vozidla vysokorychlostní jednotky TGV (které nese typické znaky lokomotivy, mj. neveze užitečnou zátěž). Přináší zmenšení momentu setrvačnosti podvozku

Je-li TM uložen v pojezdu, může být:
- neodpružený, vázaný zcela na dvojkolí (pouze experimentální pohony)
- částečně odpružený, tzv. tlapové uložení. Vyhovuje pro nižší konstrukční rychlosti. Motor je zavěšen dvěma ložisky na nápravě a třetím bodem na rámu podvozku. Umožňuje jednoduché uspořádání přenosu kroutícího momentu na nápravu čelním soukolím; při jednom ozubeném soukolí je ložiskování součástí motoru a není zapotřebí únosné skříně převodovky (stačí kryt). Jiným řešením byly dvoupólové motory, kde stator na podvozku umožňuje vertikální pohyb rotoru na odpružené nápravě (lokomotivy Milwaukee EP-3).

- zcela odpružený. Nutné pro vyšší konstrukční rychlosti. Motor je zavěšen na rámu podvozku a kroutící moment se přenáší:
  - různými typy kloubových spojek nebo hřídelů na převodovku, která je uložena způsobem popsaným výše - jako tlapový motor
  - na přírubově připojenou zcela odpruženou převodovku, z ní na dutý hřídel obepínající nápravu a kloubem na dvojkolí

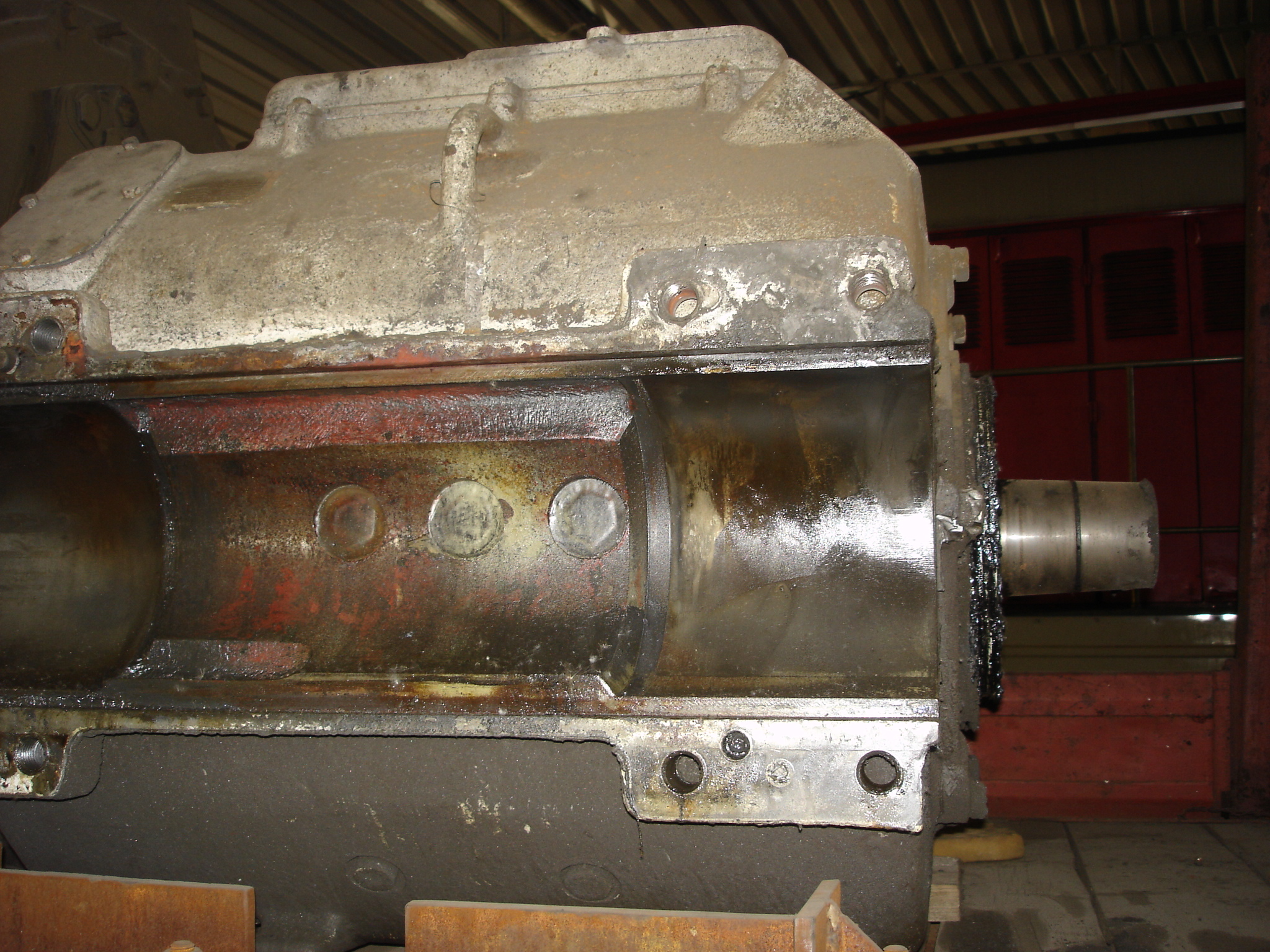
Fotografie vymontovaného elektrického trakčního motoru

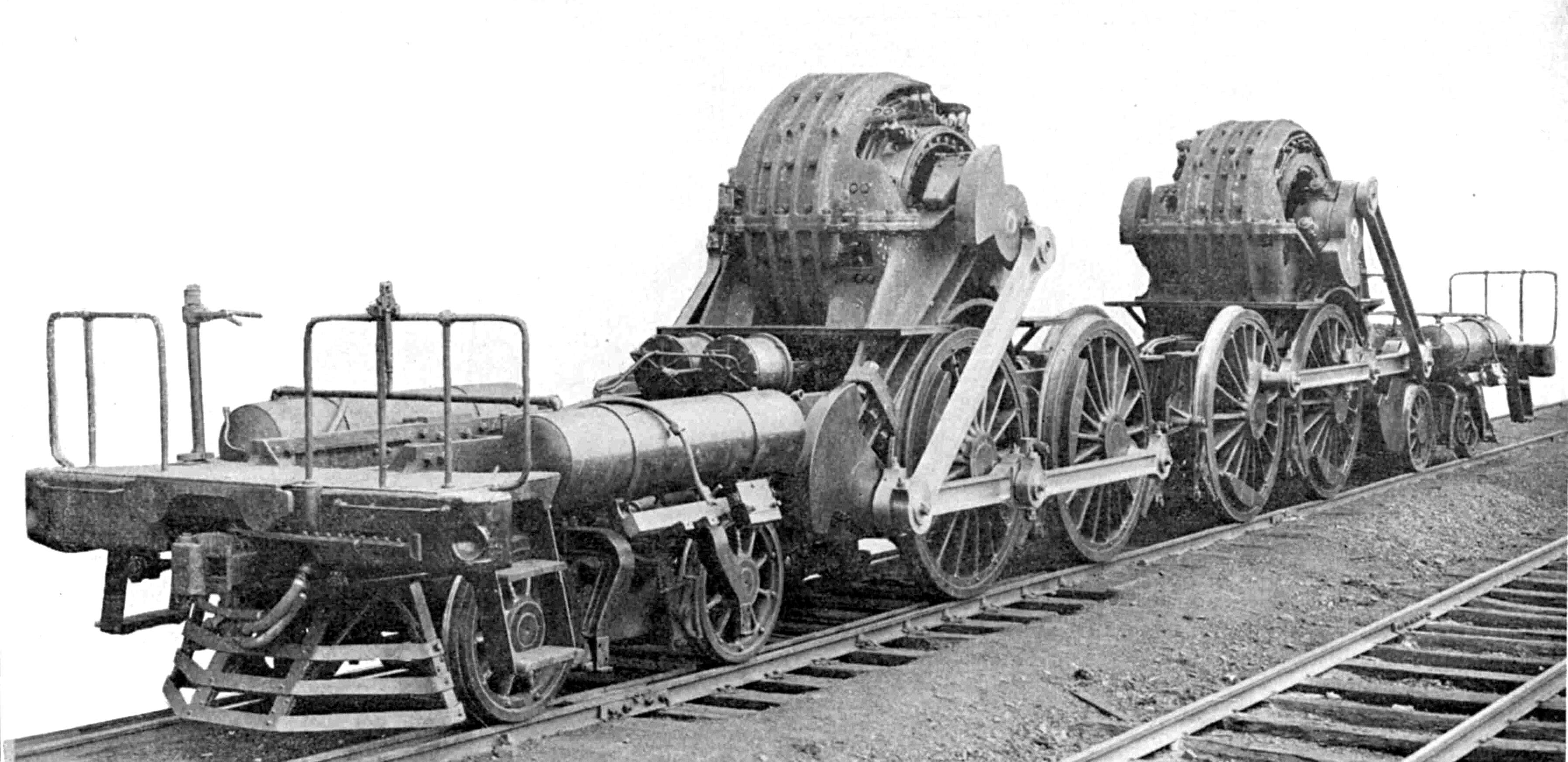
Nejstarší konstrukce s přenosem spojnicemi
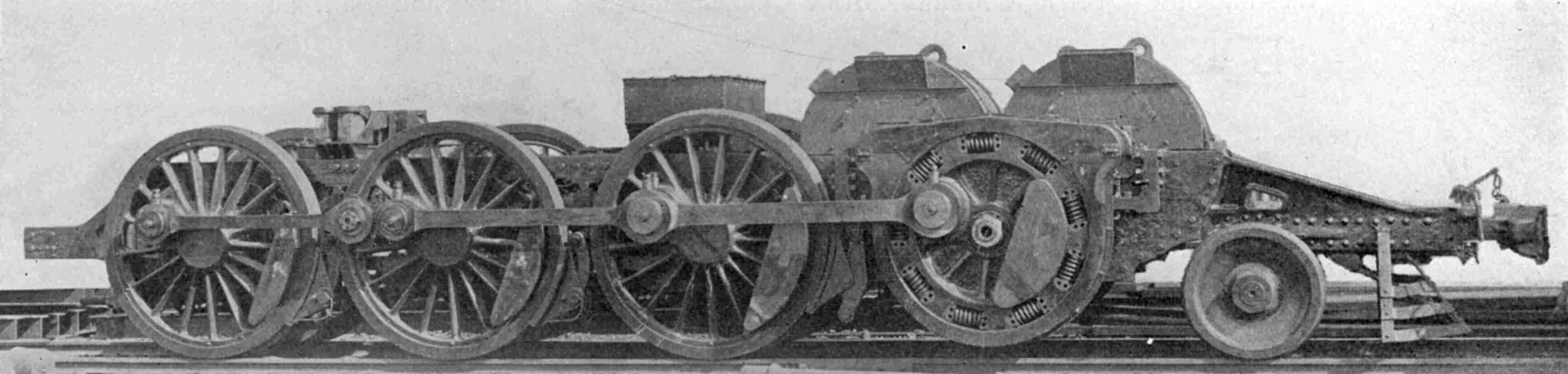
Dvojmotor s jalovým hřídelem s tangenciálním vypružením
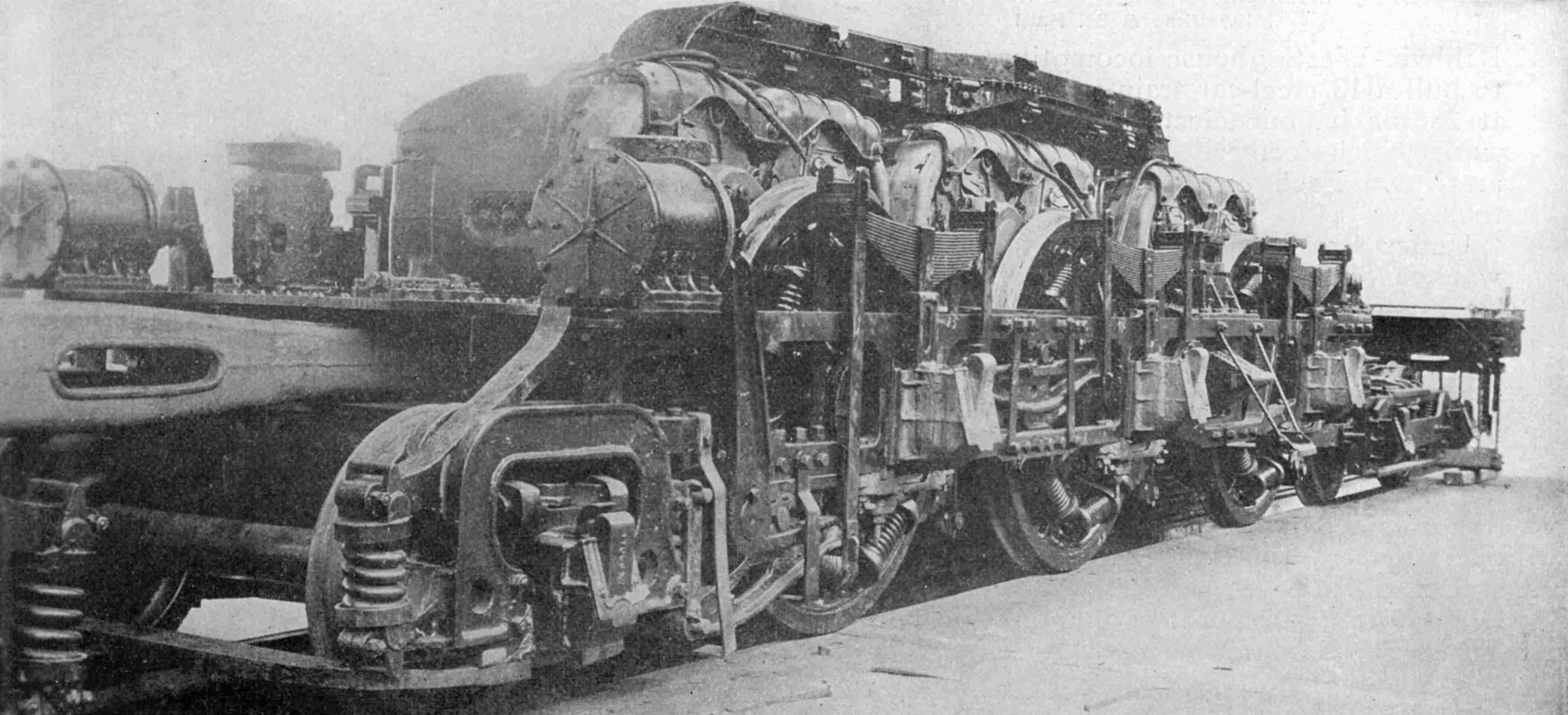
Individuální pohon dvojkolí dvoupólovými motory